# 播磨新宮インターチェンジ
播磨新宮インターチェンジ（はりましんぐうインターチェンジ）は、兵庫県たつの市新宮町角亀にある播磨自動車道（中国横断自動車道姫路鳥取線）上のインターチェンジ（開発インターチェンジ）である。政令上では、山陽自動車道の開発インターチェンジという扱いで、播磨科学公園都市へのアクセスの利便性向上を図って設置された。建設中の仮称は新宮ICであった。

## 道路
- E29 播磨自動車道（1番）

## 歴史
- 2003年（平成15年）3月29日 : 播磨JCT - 播磨新宮IC間開通に伴い、供用開始[1]。
- 2022年（令和4年）3月12日 : 播磨新宮IC - 宍粟JCT間開通[4]。
- 2024年（令和6年）3月18日 : 料金所がETC専用になる[5]。

## 料金所
ブース数：5

### 入口
- ブース数：2
  - ETC専用：1
  - サポート：1

### 出口
- ブース数：3
  - ETC専用：1
  - サポート：2

## 接続する道路
- 兵庫県道726号播磨新宮インター線
- 兵庫県道44号相生宍粟線[1]（間接接続）

## 周辺
- 播磨科学公園都市[1]
  - SPring-8[1]
  - 兵庫県立大学播磨科学公園都市キャンパス
  - 兵庫県立大学附属中学校・高等学校

## 隣
E29 播磨自動車道
(9-1) 播磨JCT - (1) 播磨新宮IC - (10-1) 宍粟JCT